# Good Times Bad Times (郷ひろみの曲)
「Good Times Bad Times」（グッド・タイムス・バッド・タイムス）は、2007年12月5日に発売された郷ひろみの89作目のシングル。

## 概要
前作「Boom Boom Boom/Come On Baby」から約7か月を置いて発売された。20作目の映像作品『HIROMI GO CONCERT TOUR 2007 Boom! Boom! Boom!』と同時発売。
「Good Times Bad Times」はニューギン『CR GO!GO!郷SECOUD STAGE』主題歌。ミュージック・ビデオに我修院達也が出演した。
「もういいの？」は高須クリニックのCMソング。高須クリニックのCMソングは「いま、ここにいる理由」以来3作振り、通算4度目となった。
ジャケットの異なる初回生産限定盤と通常盤の2形態で発売された。
初回生産限定盤はデジパック仕様で、特典として「Good Times Bad Times」ミュージック・ビデオのフルサイズヴァージョン収録DVDと、『HIROMI GO CONCERT TOUR 2007 Boom! Boom! Boom!』のライブDVDが同梱された三方背BOX仕様で発売された。

## 収録曲
1. Good Times Bad Times（3分57秒）
作詞：岩里祐穂／作曲：真崎修／編曲：真崎修、山中剛
2. もういいの？（4分43秒）
作詞：松井五郎／作曲：笹本安嗣／編曲：森俊之
3. Good Times Bad Times (Instrumental)
4. もういいの？ (Instrumental)

## 参加ミュージシャン
- 郷ひろみ：Vocal (#1,2)、Chorus (#1)

Additional Musician
- 真崎修：Electric Guitar & All Other Instruments (#1,3)、Chorus (#1)
- 山中剛：All Other Instruments (#1,3)
- 花沢加絵：Chorus (#1)